# Seuzach
Seuzach (gzu. Söizi) – miejscowość i gmina (Politische Gemeinde) w północnej Szwajcarii, w kantonie Zurych, w okręgu (Bezirk) Winterthur.  

## Demografia
W Seuzach mieszkają 7692 osoby. W 2021 roku 14,6% populacji gminy stanowiły osoby urodzone poza Szwajcarią.

## Współpraca
Miejscowość partnerska:
- Avers, Gryzonia

## Transport
Przez teren gminy przebiegają autostrada A1 oraz drogi główne nr 15, nr 510 i nr 512.